# Isla Meizhou
La isla Meizhou (en chino tradicional, 湄洲島; en chino simplificado, 湄洲岛) es una pequeña isla próxima a las costas de la ciudad-prefectura de Putian, provincia de Fujian, en el este de China. Es conocida por ser el lugar en el que muchos chinos creen que nació la diosa Matsu. Meizhou tiene 38.000 habitantes, la mayoría de ellos dedicados tradicionalmente a la pesca.

## Historia

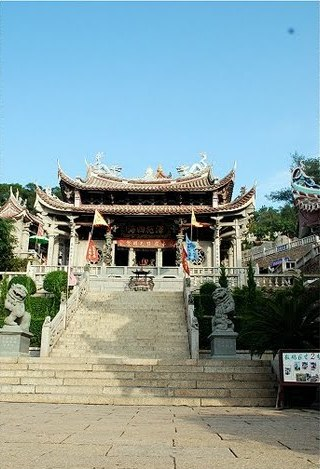
Templo Ancestral Meizhou- Palacio Emperatriz Celestial

En junio de 1988, Meizhou se convirtió en una región abierta económica para el turismo provincial (旅游 经济 区). Y en abril de 1992, a los taiwaneses se les permitió tener visados de aterrizaje en la isla, en octubre del mismo año, se convirtió en una región nacional para el turismo (国家 旅游 度假 区). Desde octubre de 1999, la isla está oficialmente abierta al turismo de otras naciones extranjeras.
Cada año, 100.000 peregrinos de Taiwán llegan a Meizhou para ver el lugar donde se cree una vez vivió Matsu. Algunos peregrinos la visitan cada año. La celebración tiene lugar en octubre.

## Administración
Meizhou está totalmente bajo el control de la ciudad de Meizhou que está dividida en 11 aldeas:
- Gaozhu (高 朱)
- Xiashan (下山) "Cuesta abajo"
- Lianche (莲池)
- Beidai (北 埭 dai), "Presa del Norte"
- Dongcai (东 蔡) "El Cais de Oriente"
- Xiting (西 亭) "El Pabellón Occidental"
- Ganglou (港 楼) "La Torre del Puerto"
- Xaixia (寨 下)
- Dayang (大洋) "Gran Océano"
- y otras 3 más.

El municipio Meizhou es una sub-organización (派出 机构) del municipio Putian.

## Geografía
En la parte norte de la boca de la bahía de Meizhou se encuentra la isla del mismo nombre, que tiene alrededor de 14,35 km² de superficie, con una longitud de 9,6 km de norte a sur y una anchura máxima de 1,3 km de este a oeste. La playa está a 20 km.